# Ciruelos del Pinar
Ciruelos del Pinar es un municipio y localidad española de la provincia de Guadalajara, en la comunidad autónoma de Castilla-La Mancha. El término tiene una población de 27 habitantes (INE 2024).

## Geografía
En los alrededores de Ciruelos del Pinar se encuentran otras localidades como Luzón, Mazarete y Maranchón. En el siglo XIX se mencionaban dos bosques, uno de pinos y otro de encina, además de una dehesa, existentes en el término.

## Historia
El pueblo habría sido cedido en 1234 por el arzobispo de Toledo, Rodrigo Jiménez de Rada, al monasterio cisterciense de Buenafuente. Hacia mediados del siglo XIX, al lugar se le atribuía una población de 79 habitantes. La localidad aparece descrita en el sexto volumen del Diccionario geográfico-estadístico-histórico de España y sus posesiones de Ultramar de Pascual Madoz de la siguiente manera:

CIRUELOS: v. con ayunt. en la prov. de Guadalajara (15 leg.), part. jud. de Molina (5), aud. terr. de Madrid (26), c. g. de Castilla la Nueva, dióc. de Sigüenza (6): sit. en una pequeña elevacion, combatida libremente de todos los vientos con clima frio; las enfermedades mas comunes son las estacionales y la demencia; tiene 38 casas, en lo general de regular construccion; la de ayunt. que sirve de cárcel, habitacion para el maestro de primera educacion, con local para la escuela á la cual concurren 16 alumnos, entre los cuales satisfacen 8 fan. de trigo al espresado maestro, que ademas percibe 240 rs. como secretario de ayunt., 100 rs. por cuidar el reloj público, y 20 fan. de trigo por el desempeño de la sacristia; hay una posada pública de pocas comodidades y una igl. parr. (Sta. Maria Magdalena), servida por un cura párroco de provision real y ordinaria. Confina el térm. con los de Luzon, Mazarete, Maranchon y comunes de Solanillos; dentro de él se encuentra una ermita (San Sebastian), una casa de campo, propiedad del duque de Medinaceli, titulada casa del Buen-Desvio, y 2 fuentes de abundantes y buenas aguas, las que después de proveer al vecindario para beber y de mas usos domésticos, forman un arroyuelo llamado Castillo, con el que se riegan algunos huertos dentro de la jurisd., asi como tambien diferentes heredades: el terreno es quebrado y frio, se hallan en cultivo 1,200 fan. de sembradura, 250 de regular calidad, 800 de mediana, 100 de inferior y 50 que disfrutan del beneficio del riego, superiores; hay dos bosques, uno de pinos y otro de encina, y una deh. caminos: los locales y el que desde Molina va á salir á la carretera general de Aragon, por el cual aunque de herradura, pueden transitar carruages: correo: lo recibe de la estafeta de Maranchon los lunes, miércoles y viernes por el balijero de Molina, se despacha los domingos, martes y jueves. prod.: trigo puro, centeno, cebada, avena, guisantes, guijas, yeros, cáñamo, patatas, hortalizas, yerbas de pasto, buenas maderas de construccion y leñas de combustible y carboneo: cria ganado lanar, cabrio, mular. vacuno, asnal, yeguar y de cerda; caza mayor y menor de diferentes especies. ind.: la agrícola, corte y laboreo de maderas, la carpinteria de muebles ordinarios a la que se dedican muchos vecinos, y algunos de los oficios y artes mecánicas mas indispensables. comercio: esportacion de frutos y ganados sobrantes, maderas y efectos de carpinteria é importacion de los art. que faltan. pobl.: 23 vec., 79 alm.: cap. prod. 990,000 rs.: imp.: 35,100, contr.: 2,244 presupuesto municipal asciendo á 696, se cubre con los fondos de propios.
(Madoz, 1847, p. 417)

El municipio se llamó Ciruelos hasta 1964, año en que se añadió el apellido del Pinar.

## Demografía
Ciruelos del Pinar cuenta con una población de 27 habitantes (INE 2024).
| Gráfica de evolución demográfica de Ciruelos del Pinar entre 1842 y 2021 |
| |
| Población de derecho según los censos de población del INE Población de hecho según los censos de población del INEEntre el censo de 1857 y el anterior, este municipio desaparece porque se integra en el municipio Luzón Entre el censo de 1930 y el anterior, aparece este municipio porque se segrega del municipio Luzón |

| 1991 |  | 1996 |  | 2001 |  | 2004 |  | 2006 |  | 2013 |  | 2015 |  | 2020 |  | 2021 |
| ---- |  | ---- |  | ---- |  | ---- |  | ---- |  | ---- |  | ---- |  | ---- |  | ---- |
| 55   |  | 92   |  | 97   |  | 105  |  | 10   |  | 33   |  | 28   |  | 19   |  | 23   |